# Drogheda
Drogheda (forma anglicizzata, AFI: [drɒhədə] o [drɔːdə]) o Droichead Átha (in irlandese, lett. "ponte del guado") è una cittadina industriale e portuale del Louth al confine col Meath, sulla costa orientale dell'Irlanda, 56 km a nord di Dublino.
Il fiume Boyne divide la città in due metà, una nel territorio storico del Meath e l'altra in quello della Contea di Louth, sino a che il Local Government (Ireland) Act 1898 assegnò quella parte della città alla contea settentrionale, cosa che vide una grossa parte di Drogheda, a sud del Boyne andare a far parte di una più estesa Contea di Louth. Con l'approvazione del County of Louth and Borough of Drogheda (Boundaries) Provisional Order, del 1976, la Contea di Louth crebbe ancora di dimensioni a spese della Contea di Meath. Comunque il 2007 - 2013 Meath County Development Plan riconosce i dintorni di Drogheda come centro primario di crescita, alla pari con Navan. Questo piano, in congiunzione con gli ambiziosi progetti di espansione della città, da parte del Louth County Council, sta spianando la strada per lo sviluppo della città.

## Storia
La città si trova vicino al sito di Newgrange, un tumulo funerario costruito attorno al 3200 a.C. Un insediamento e stazione commerciale esisteva dove sorge la città fin dai tempi dell'Impero Romano ed era noto come Inver Colpa. La città venne fondata nel 911 dai danesi e ottenne lo statuto ufficiale nel 1194. Il parlamento irlandese si spostò nella città nel 1494 e approvò la legge di Poyning, che subordinava il parlamento irlandese a quello inglese, l'anno seguente. La città fu assediata per due volte durante le guerre confederate irlandesi (si veda assedio di Drogheda). Nella seconda occasione venne espugnata da Oliver Cromwell, nel settembre 1649, come parte del processo di conquista dell'Irlanda. Drogheda fu sede del massacro dei difensori realisti. La battaglia del Boyne, 1690, si svolse nei pressi della città, sull'omonimo fiume.
Sopra lo stemma di Drogheda sono poste una stella e una luna crescente, che hanno le loro origini con Riccardo I d'Inghilterra (Cuor di Leone), durante il cui regno venne concesso lo statuto cittadino da parte di Hugh de Lacy (che dà il suo nome al Ponte de Lacy a Drogheda). La stella e la luna crescente sono state adottate dalla bandiera dell'Impero ottomano, come riconoscimento per l'aiuto dato dal califfo alla popolazione irlandese durante il periodo della grande carestia, con l'invio di 1000 monete d'argento e cinque navi di grano e altri viveri.
Il Ducato di Drogheda venne creato dalla nobiltà irlandese nel 1661.
Drogheda acquisì un collegamento ferroviario con Dublino nel 1844, con Navan nel 1850 e con Belfast nel 1852. Il servizio passeggeri tra Drogheda e Navan cessò nel 1958, anche se la linea rimase aperta al traffico merci. Nel 1966 la stazione di Drogheda venne rinominata "McBride".

## Arti e intrattenimento
A Drogheda è presente una vivace scena artistica. La città ospita ogni estate l'annuale festival di Samba, in cui gruppi di Samba provenienti da tutto il mondo convergono in città per una settimana di musica e parate. Drogheda è sede inoltre della compagnia teatrale Calipo, specializzata in produzioni multimediali, che ha ottenuto notevoli successi in Irlanda e all'estero.

## Drogheda oggi

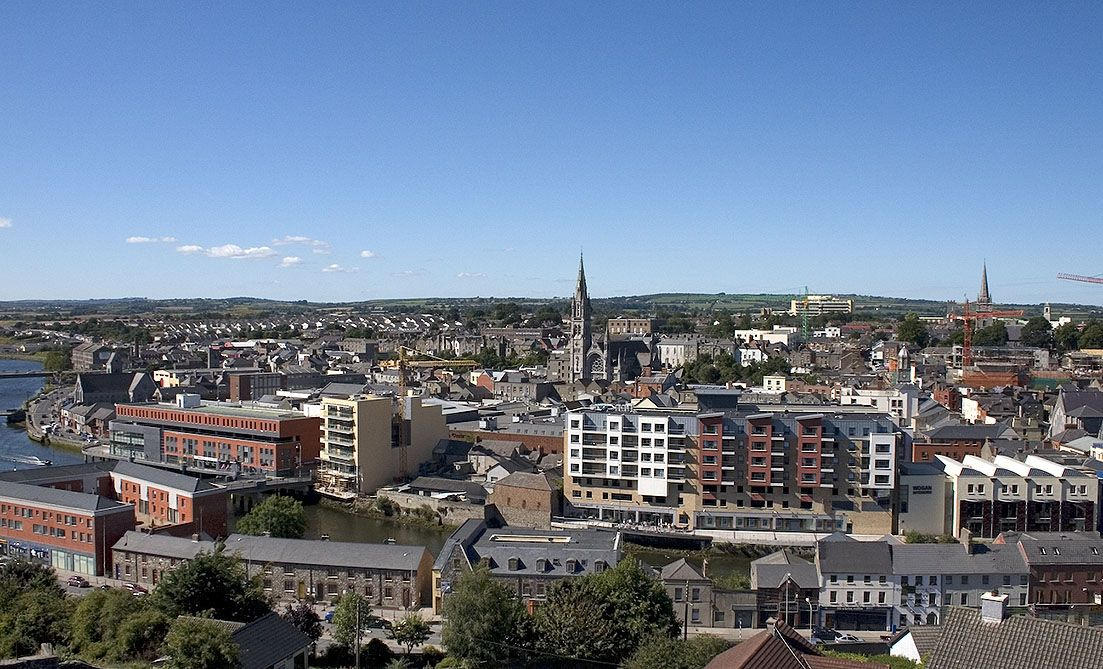
Veduta di Drogheda (2005)

Con l'espansione dell'economia irlandese negli anni 1990, nel periodo della "Tigre celtica", Drogheda è diventata uno dei posti privilegiati da chi lavora a Dublino per comprare una casa. I prezzi degli immobili nella capitale sono proibitivi per chi deve acquistare la prima casa. Con l'espansione dell'infrastruttura dei trasporti nell'area (ovvero le circonvallazioni di Swords e Balbriggan), il ponte sul fiume Boyne e l'aumentato numero di treni pendolari che servono la città, Drogheda è diventata un luogo attraente per i dublinesi, per comprare la prima casa e fare i pendolari. Il centro di Drogheda è stato trasformato negli ultimi anni, sono stati aperti due grossi centri commerciali, e diverse catene nazionali e internazionali hanno aperto dei negozi. La via principale della città è stata negli anni 2000 ristrutturata e pedonalizzata.

## Sport
Nel dicembre del 2005 la squadra di calcio cittadina, il Drogheda United, ha vinto per la prima volta nella sua storia la FAI Carlsberg Cup, battendo il Cork City F.C. per 2-0 nella finale di Lansdowne Road. Il 22 aprile 2006 il Drogheda United ha vinto la Setanta Sports Cup a Tolka Park, laureandosi campione di tutta l'Irlanda. Il Drogheda United viene chiamato "The Drogs" dai propri sostenitori.

## Monumenti e luoghi d'interesse
- Viadotto Boyne
- Millmount Fort
- Chiesa cattolica romana di San Pietro a Drogheda - Ospita la testa di Sant'Oliver Plunkett.
- Laurence's Gate
- Highlanes Gallery
- nelle vicinanze: castello di Slane